# Тамбовское высшее военное командное училище химической защиты
Тамбовское высшее военное командное Краснознамённое училище химической защиты имени Н. И. Подвойского (ТВВКУХЗ) — военное учебное заведение Министерства обороны СССР и Министерства обороны Российской Федерации.

## История
Тамбовское военное училище химической защиты является учебным заведением, созданным в послевоенный период на базе Тамбовского артиллерийско-технического Краснознамённого училища. В связи с этим в статье будет рассмотрена краткая история училища-предшественника.

### Довоенный период
В 1929 году по итогам запланированного строительства РККА ВС Союза ССР в отчётный период с 1924 года по 1928 год были определены перспективные направления их развития. Была поставлена задача создания современной военно-технической базы для обороны страны. Для рационализации штатных структур войск был предложен курс на дальнейшее увеличение технических войск и на уменьшение вспомогательных и обслуживающих частей, для достижения оптимального соотношения между родами войск. С техническим оснащением армии и флота встал вопрос о подготовке военных специалистов, в связи с чем увеличивалось количество военно-учебных заведений. Для подготовки специалистов по эксплуатации и ремонту стрелкового и артиллерийского вооружения в марте 1932 года Генеральный штаб РККА принял директиву о формировании в городе Тамбов Объединённой школы артиллерийских и оружейных техников.
С 23 мая 1932 года под руководством комбрига Соколова М. И. в г. Тамбов началось формирование школы. Под его руководством эта школа успешно начала свою работу, наработала учебно-материальную базу, обустроила военный городок, казармы, штаб, клуб, пищеблок, мастерские, оружейный парк, организованы и утверждены учебные циклы.
В марте 1937 года Тамбовская объединенная школа артиллерийских и оружейных техников была переформирована в Тамбовское артиллерийско-оружейное техническое училище.
Приказом народного комиссара обороны № 0022 от 1937 года датой образования училища было установлено 23 мая 1932 года.

### Великая Отечественная война
В связи с продвижением войск вермахта, многие военные училища были переброшены в восточные части СССР.
Точных данных о местонахождении Тамбовского артиллерийско-оружейного технического училища в военные годы не имеется. Согласно некоторым источникам[каким?] училище было передислоцировано в Сибирский военный округ в г. Сталинск (с 1961 года — Новокузнецк) Кемеровской области. Согласно другим архивным источникам в г. Сталинск данное училище в годы войны не дислоцировалось.
В марте 1942 года в ходе очередного переформирования училище получило новое наименование: Тамбовское артиллерийско-техническое училище.

### Послевоенный период

#### Артиллерийско-техническое до переформирования
В послевоенный период Тамбовское артиллерийско-техническое училище являлось одним из трёх узкоспециализированных училищ (ещё были Пензенское и Тульское), поставлявших в войска технических специалистов по эксплуатации и ремонту артиллерийского вооружения. Многие из выпускников училища занимали руководящие должности в Главном ракетно-артиллерийском управлении.

#### Смена профиля училища
В 1960-е годы в связи с применением в ходе Вьетнамской войны химического оружия американской стороной, в ВС СССР стали придавать большее значение значению войск химической защиты. Требовалось увеличение войск химической защиты и создание новых учебных заведений по подготовке офицеров по специальности «инженер-химик». В связи с этим к 1968 году статус Саратовского и Костромского училищ химических войск был поднят до уровня высшего командного. В 1973 году эти училища были переименованы в Саратовское высшее военное инженерное училище химической защиты и Костромское высшее военное командное училище химической защиты.
В связи с недостаточностью училищ по подготовке офицеров химических войск приказом министра обороны СССР от 13 октября 1973 года Тамбовское артиллерийско-техническое Краснознамённое училище преобразовано в Тамбовское высшее военное командное Краснознамённое училище химической защиты.

#### Училище химической защиты
С 1 июля 1974 года училище было переведено на новый штат.
1 августа 1974 года началась подготовка офицеров-химиков для химических войск по 4-летней учебной программе.
Всего в училище было создано более десятка кафедр:
- кафедра общественных наук;
- общей и специальной химии;
- высшей математики;
- механики и инженерной графики;
- физики;
- иностранных языков;
- физической подготовки и спорта;
- тактики и защиты от оружия массового поражения;
- тактики химических войск, химического и химико-технического обеспечения;
- отравляющих веществ иностранных армий и органической химии;
- средств защиты от оружия массового поражения;
- технических средств специальной обработки и аэрозольного противодействия;
- технических средств разведки;
- комплексного технического обслуживания вооружения и средств РХБ защиты.

С 1978 года для более эффективного обучения курсантов зарубежных государств была создана кафедра русского языка.
С 28 марта по 10 апреля 1978 года училище прошло комплексную проверку комиссией Главнокомандующего Сухопутных войск.
Первый выпуск офицеров-химиков состоялся в июле 1978 года, по итогам которого 253 выпускника получили дипломы.
26 августа 1985 года в соответствии с указом Государственного совета Социалистической республики Вьетнам № 648 КТ/НО, училище было награждено орденом «За военные заслуги II степени» за большие заслуги перед вьетнамским народом в строительстве его народной армии, в укреплении обороноспособности и защиты Вьетнама.
27 августа 1985 года постановлением Совета министров СССР № 816—243 училищу присвоено почётное имя революционера и военачальника Подвойского Николая Ильича.
В июле 1986 года 198 курсантов 3-го курса и 48 офицеров-преподавателей училища принимали участие в выполнении дезактивационных работ в 30-километровой зоне отчуждения вокруг Чернобыльской АЭС при ликвидации последствий катастрофы. В дальнейшем в ликвидации последствий аварии участвовало 95 % офицеров и прапорщиков училища, из числа которых 18 военнослужащих были удостоены государственных наград.

#### Обучение иностранных курсантов
С 1975 года училище подготавливало офицеров химической защиты для дружественных СССР государств.
Для этого в училище было создано учебное подразделение, именуемое специальное отделение, которое с 1980 по 1992 годы носило название специальный факультет, а с 1993 года снова именовалось специальное отделение.
Первыми иностранцами, принятыми на обучение в 1975 году, были 10 курсантов из Монгольской Народной Республики. Первый выпуск иностранных курсантов состоялся в 1980 году.
Всего за период с 1975 по 1994 годы училище подготовило 65 военных химиков для Монголии. Также на обучение принимались курсанты из 21 государства, среди которых такие страны, как Ирак, Венгрия, ГДР, Сирии, Куба, Камбоджа, Иран, Народно-Демократическая Республика Йемен, Вьетнам, Лаос, КНДР, Афганистан, Конго, Никарагуа, Ангола, Индия, Танзания.
С 1985 по 1994 годы училище подготовило 237 офицеров-химиков для зарубежных государств армий по командному и инженерному профилю. Более 120 офицеров из Ливии, Монголии, Ирака, Индии, Алжира прошли шестимесячные и десятимесячные курсы повышения квалификации.

### Училище в постсоветский период
Согласно указу президента России Бориса Ельцина от 7 мая 1992 года, ТВВККУХЗ, как и все военно-образовательные учреждения на территории Российской Федерации, вошли в состав Вооружённых сил Российской Федерации.
С 5 по 25 апреля 1993 года училище прошло комплексную проверку комиссией Министерства обороны Российской Федерации.
В 1993 году училище перешло на командно-инженерный профиль подготовки со сроками обучения 4 и 5 лет.
29 августа 1998 года вышло постановление правительства Российской Федерации № 1009 «О военных образовательных учреждениях профессионального образования Минобороны России», согласно которому на базе Военной академии химической защиты имени Маршала Советского Союза С. К. Тимошенко, находившейся в г. Москва, был создан Военный университет радиационной, химической и биологической защиты. В состав университета были включены:
- Костромской филиал (созданный на базе Костромского высшего военного командного училища химической защиты);
- Тамбовский филиал (созданный на базе Тамбовского высшего военного командного училища химической защиты).

В сентябре 2003 года вышел приказ министра обороны Российской Федерации, согласно которому Тамбовский филиал военного университета радиационной, химической и биологической защиты был переведён в Костромской филиал.
В декабре 2003 года Тамбовский филиал был расформирован, и на этом закончилась история существования Тамбовского высшего военного командного училища химической защиты.
Указом президента Российской Федерации № 990-С от 28 августа 2003 года, в военный городок расформированного Тамбовского высшего военного командного Краснознамённого училища химической защиты была передислоцирована 16-я отдельная бригада специального назначения из н.п. Чучково (Рязанская область).

## Начальники училища
Список начальников училища:
- Кобзарь, Андрей Степанович (1970—1973)[9]
- Шувалов, Владимир Григорьевич (1974—1975)
- Шипилов, Владимир Федотович (1975—1988)
- Белов, Михаил Иванович (1988—2003)[10]
- Боговеев, Владимир Касымович (2003)[a]

## Комментарии
1. ↑  Как начальник Тамбовского филиала Военного университета радиационной, химической и биологической защиты